# Грін-Гіллс (Пенсільванія)
Грін-Гіллс (англ. Green Hills) — місто (англ. borough) в США, в окрузі Вашингтон штату Пенсільванія. Населення — 20 осіб (2020).

## Географія
Грін-Гіллс розташований за координатами 40°6′56″ пн. ш. 80°18′21″ зх. д. / 40.11556° пн. ш. 80.30583° зх. д. (40.115570, -80.305894).  За даними Бюро перепису населення США в 2010 році місто мало площу 2,43 км², з яких 2,39 км² — суходіл та 0,04 км² — водойми.

## Демографія
Згідно з переписом 2010 року, у селищі мешкало 29 осіб у 9 домогосподарствах у складі 8 родин. Густота населення становила 12 осіб/км².  Було 10 помешкань (4/км²).
Расовий склад населення:
| - 100,0 % — білих |

До двох чи більше рас належало 0,0 %. Частка іспаномовних становила 0,0 % від усіх жителів.
За віковим діапазоном населення розподілялося таким чином: 24,1 % — особи молодші 18 років, 51,8 % — особи у віці 18—64 років, 24,1 % — особи у віці 65 років та старші. Медіана віку мешканця становила 35,5 року. На 100 осіб жіночої статі у селищі припадало 107,1 чоловіків;  на 100 жінок у віці від 18 років та старших — 100,0 чоловіків також старших 18 років.
За межею бідності перебувало 4,9 % осіб, у тому числі 11,1 % дітей у віці до 18 років та 0,0 % осіб у віці 65 років та старших.
Цивільне працевлаштоване населення становило 24 особи. Основні галузі зайнятості: освіта, охорона здоров'я та соціальна допомога — 50,0 %, сільське господарство, лісництво, риболовля — 25,0 %, будівництво — 12,5 %, мистецтво, розваги та відпочинок — 8,3 %.